# Bundesstraße 96b
De Bundesstraße 96b is een bundesstraße in Duitsland die de Bundesstraße 96 verbindt met de veerhaven van Sassnitz op het eiland Rügen. Op de veerhaven kan men de veerboot nemen naar Litouwen, Rusland of Zweden. De weg bestaat uit 2x1 rijstroken en de lengte bedraagt 5 kilometer. Het hele traject maakt deel uit van de E22 en de E251.
B1 · B2 · B4 · B5 · B75 · B76 · B77 · B87 · B96 · B96a · B96b · B97 · B101 · B102 · B103 · B104 · B105 · B106 · B107 · B108 · B109 · B110 · B111 · B112 · B112n · B113 · B115 · B122 · B156 · B158 · B166 · B167 · B168 · B169 · B179 · B182 · B183 · B187 · B188 · B189 · B190n · B191 · B192 · B193 · B194 · B195 · B196 · B197 · B198 · B199 · B200 · B201 · B202 · B203 · B204 · B205 · B206 · B207 · B208 · B209 · B246 · B320 · B321 · B404 · B430 · B431 · B432 · B434 · B435 · B495 · B501 · B502 · B503